# Andy (nome)
Andy  è un nome proprio di persona inglese maschile e femminile.

## Varianti
- Maschili: Andie[1]
- Femminili: Andi[1], Andie[1]

## Origine e diffusione
Si tratta di un ipocoristico di Andrew, e occasionalmente anche di Andrea, rispettivamente la forma inglese maschile e femminile dell'italiano Andrea.

## Onomastico
L'onomastico si festeggia lo stesso giorno di Andrea, cioè generalmente il 30 novembre in onore di sant'Andrea apostolo.

## Persone

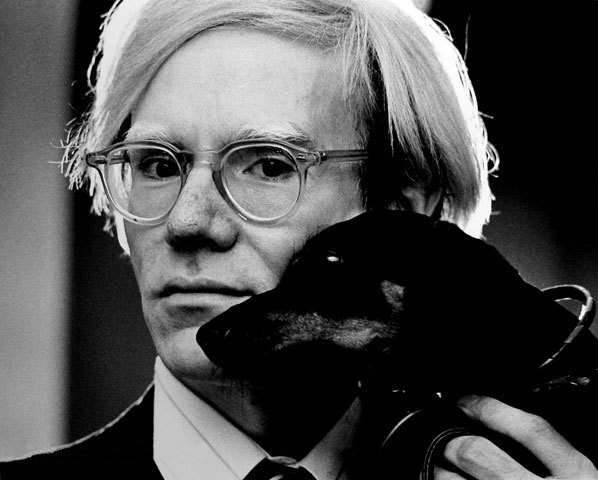
Andy Warhol

Andy Whitfield

### Maschile
- Andy Biersack, cantante statunitense
- Andy Carroll, calciatore britannico
- Andy García, attore, regista e produttore cinematografico cubano naturalizzato statunitense
- Andy Kaufman, comico e attore statunitense
- Andy Murray, ex tennista britannico
- Andy Roddick, ex tennista statunitense
- Andy Samberg, comico, attore e doppiatore statunitense
- Andy Schleck, ciclista su strada lussemburghese
- Andy Warhol, pittore, scultore, regista e produttore cinematografico statunitense
- Andy Whitfield, attore e modello gallese naturalizzato australiano

### Varianti femminili
- Andie MacDowell, attrice statunitense
- Andie Valentino, pornoattrice statunitense

## Il nome nelle arti
- Andy è un personaggio dei fumetti della serie Peanuts.
- Andy è un personaggio della serie di film Toy Story.
- Andy è un personaggio della serie televisiva La vita secondo Jim.
- Andy è un personaggio della commedia Andy e Norman.
- Andy Capp è un personaggio delle strisce a fumetti omonime, create da Reg Smythe.
- Andie McPhee è un personaggio della serie televisiva Dawson's Creek.
- Andy Norris è un personaggio della soap opera Sentieri.
- Andy Torres è un personaggio della serie televisiva Cougar Town.